# Герисрид
Герисрид (њем. Görisried) општина је у њемачкој савезној држави Баварска. Једно је од 45 општинских средишта округа Осталгој. Према процјени из 2010. у општини је живјело 1.274 становника. Посједује регионалну шифру (AGS) 9777131.

## Географски и демографски подаци
Герисрид се налази у савезној држави Баварска у округу Осталгој. Општина се налази на надморској висини од 803–929 метара. Површина општине износи 23,2 km². У самом мјесту је, према процјени из 2010. године, живјело 1.274 становника. Просјечна густина становништва износи 55 становника/km².

## Међународна сарадња
| Мјесто | Држава    | Врста сарадње | Од    |
| ------ | --------- | ------------- | ----- |
| Езене  | Француска | партнерство   | 1980. |
| Извор  |           |               |       |